# Кузьмин (Щиборовская сельская община)
Кузьмин (укр. Кузьмин) — село в Хмельницком районе Хмельницкой области Украины.
Население по переписи 2001 года составляло 2028 человек. Почтовый индекс — 31047. Телефонный код — 3855. Занимает площадь 5,01 км². Код КОАТУУ — 6822785501.

## История
Не позднее 1636 года Кузьмин получил городской статус. К 1870 году в поселении было 305 домов и 1117 жителей, из которых 35 % составляли евреи; действовали церковь и две синагоги, две мельницы, десять магазинов.
В 1878 году в Кузьмине родился будущий генеральный консул независимой Украины в Петрограде Сергей Веселовский.

## Местная власть
31070, Хмельницкая обл., Хмельницкий р-н, с. Щиборовка, ул. Центральная, 12.